# Ferenczy István (szobrász)

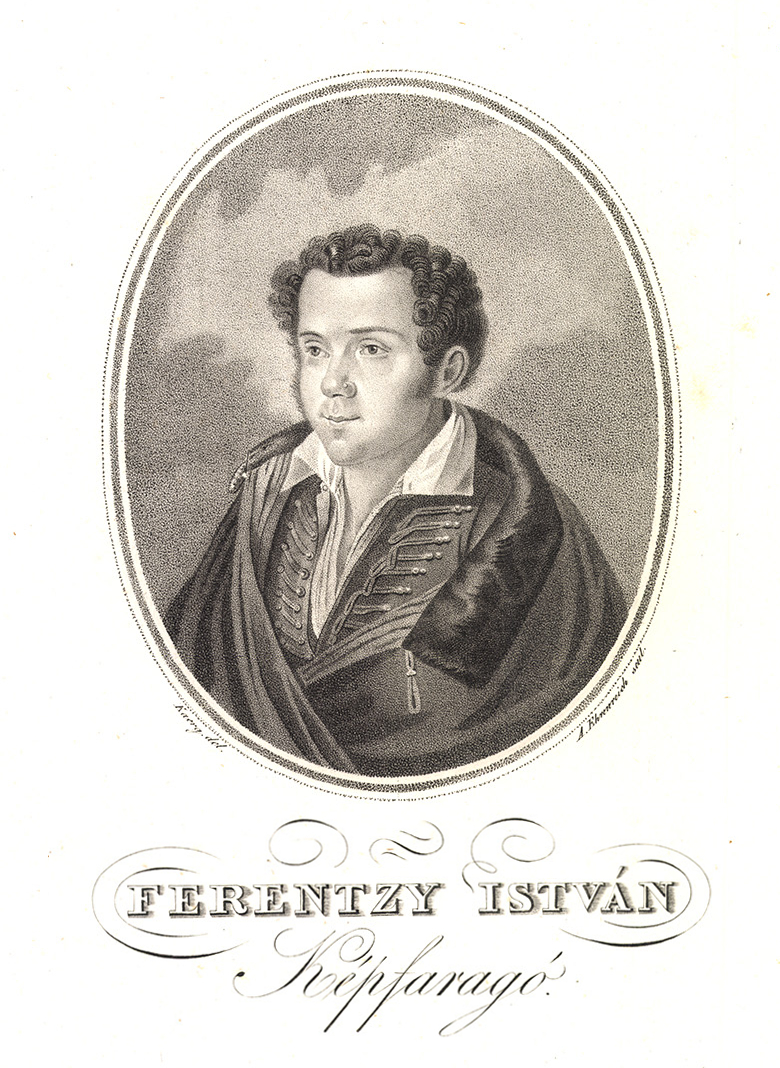
Ferenczy István (1810)

Ferenczy István (Rimaszombat, 1792. február 24. – Rimaszombat, 1856. július 4.) szobrász, a 19. századi magyar szobrászat kiemelkedő alkotója, Nógrád vármegye táblabírája, az MTA levelező tagja. Ferenczy József református lelkész bátyja.

## Életpályája
Apja műhelyében volt lakatosinas, majd 1815-től Bécsben tanult, előbb rézmetszőként, majd 1817-ben Fischer és Josef Klieber szobrász osztályaiban. Solon című rézmetszetével díjat nyert. 1818-ban gyalog ment Rómába, ahol hat évet töltött Thorvaldsen műhelyében, és kiválóan megtanulta a márványfaragást. Műhelyfőnökét nem különösebben szerette, Canova munkáiért rajongott, aki viszont csak tanácsokkal segítette, nem fogadta be a műhelyébe.
Az 1818-ban készült Csokonai Vitéz Mihály mellszobrát és az 1822-ben készült Pásztorlányka című szobrát (vagy ahogy a művész elnevezte: A Szép Mesterségek kezdete) Pestre küldte, ahol azokat nagy ünnepléssel fogadták. Amikor 1819-ben József főherceg nádor Rómát meglátogatta, ő is felfigyelt a magyar művészre, és 400 forint évi támogatást adott neki.
1824-ben hazatért. Hazatértekor útiládájában volt a Rómában vásárolt kis lovasszobor, amelyről 100 év múlva – amikor utódai a múzeumnak ajándékozták – kiderült, hogy Leonardo da Vinci egyetlen hitelesnek tekinthető szobra. A szobor hitelességéről azóta is élénk viták folynak.
Kazinczy Ferenc lelkes támogatója lett. Hazai márvány után kutatott, szobrászatnak megfelelő minőségben, amelyet Ruskicán talált meg, bár ezt az olasz márványnál nehezebben lehetett megmunkálni. Saját költségén szobrászműhelyt alapított, és tanítványokat oktatott. 1832. szeptember 1-jén a Magyar Tudományos Akadémia levelező tagjai sorába választotta.
1840-ben Hunyadi Mátyás emlékműve számára sok tervet készített, de az a pénzhiány és a társadalom közömbössége miatt nem készült el. 1846-ban befejezte Kölcsey Ferenc emlékszobrát, azonban a szobor olyan félreérthető és illetlen pozícióban ábrázolta a költőt, hogy jelentős kritikát váltott ki, és nem állították ki köztéren.
Ezután haláláig Rimaszombatban visszavonultan és szegénységben élt. Érmeken, vázlatokon dolgozott, csalódottan és reményeit elveszítve egy örökmozgó tervét variálta. 1856-ban hunyt el, az akadémián Fáy András mondott fölötte emlékbeszédet 1860. március 31-én.
Végrendelete értelmében Euridiké szobrával együtt temették el. A szobrot később exhumálták, és a templomban helyezték el.

## Emlékezete

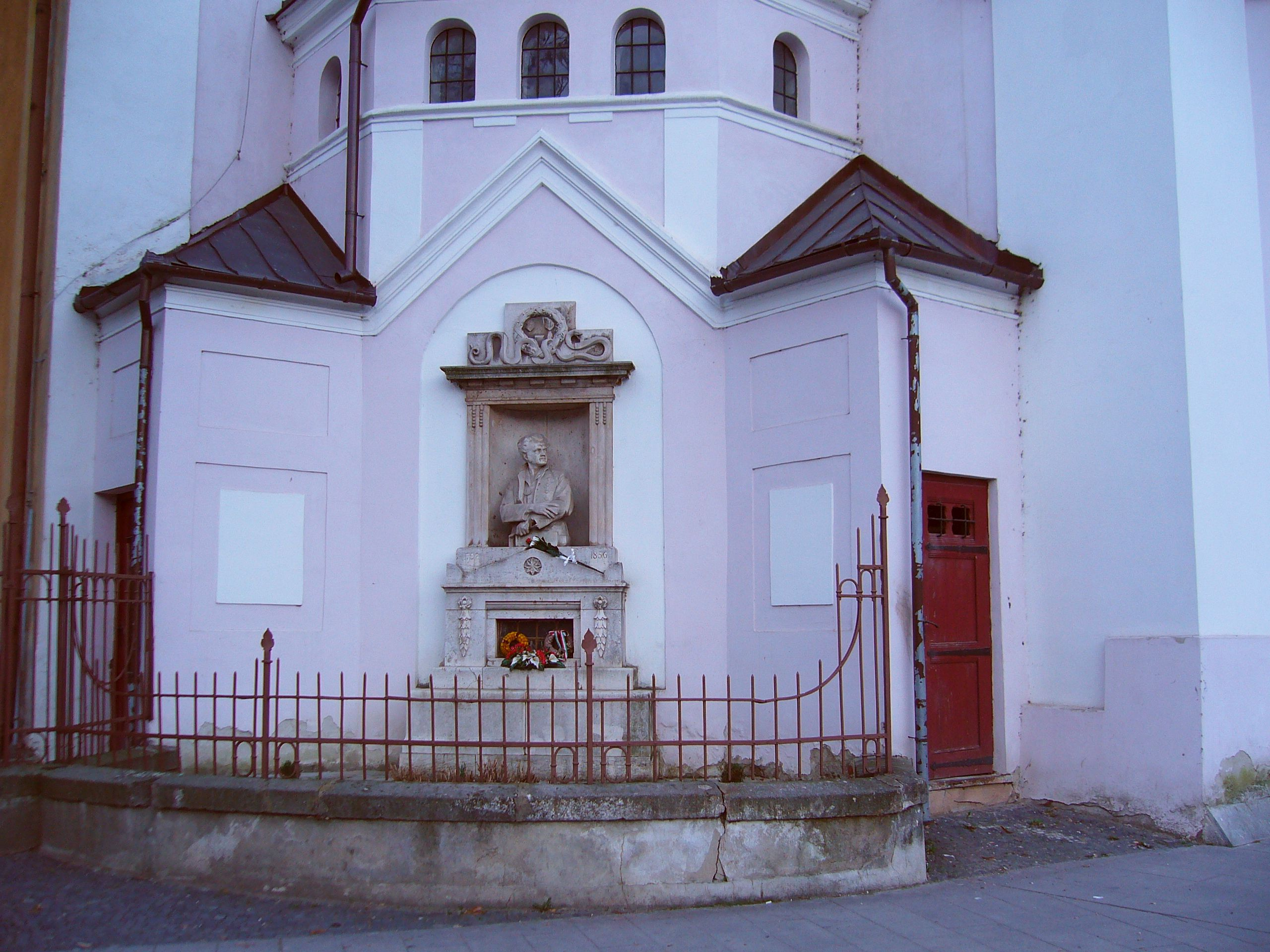

- 1909 A református templom külső falán, bemélyesztett fülkében carrarai márványból készített mellszobor, Vaszary László alkotása[7]
- Nevét magyar tanítási nyelvű alapiskola viseli Rimaszombatban[8]
- Személyes tárgyai a múzeum gyűjteményében találhatóak

## Jelentős művei
- Kazinczy Ferenc portrészobra
- Ürményi József (főispán) portrészobra
- Schodelné Klein Rozália portrészobra
- Virág Benedek emléke
- Brunswick Teréz síremléke
- Kisfaludy Károly portrészobra
- Nemes puhói Marczibányi István (Makó, 1752. július 25. – Buda, 1810. december 21.) márvány mellszobra sírjáról, eltűnt a II. világháború táján, Budapest, Felső-Víziváros, Fő utca 41-43, Erzsébet apácák templomának kriptája
- Pásztorlányka (A Szép Mesterségek kezdete)

## Írásai
- Társaságos emberi illendőség, vagy: kinek kinek mi az övé, mi a másé, 200 részre metszett historiai képekben a scytha és magyar történetből, magyar és franczia magyarázatokkal. Első füzet (M. Tudós Társasági Névkönyv 1839-re 130. l.)

### Cikkei
Néhány szó a Mátyás szobra iránti javaslatokra s Utóirat a Mátyás emléke ügyében (Társalkodó 1840. 12. 101. sz.), Hunyadi Mátyás király szobrának leirása, rajzával együtt, Észrevételei a Hunyady Mátyás király szobrának tervrajza iránti megjegyzésekre (Honművész 1840. 58. 59. 89. sz.), Tőlem is egy szó a sok szóra, Mátyás emléke ügyében (Athenaeum 1840. II. 38. 1841. I. 21. sz.) A Közhasznú Esmeretek Tárába is írt cikkeket.